# Les Combattants d'Afrique
 (janvier 2017).
Les Combattants d'Afrique est une exposition temporaire qui s'est déroulée du 15 juin 2010 au 31 octobre 2010 au Centre national Jean-Moulin de Bordeaux. Elle s'inscrit dans le cadre de la commémoration du 70e anniversaire de l'Appel du 18 Juin 1940 par le général de Gaulle, et du Cinquantenaire des Indépendances et des actions engagées par la municipalité de Bordeaux en direction des anciens combattants d'Afrique. L'exposition est présentée comme un hommage de la ville de Bordeaux, du Centre Jean-Moulin et du Ministère de la Défense aux anciens combattants d'Afrique.

## Contenu de l'exposition
L'exposition présentait des images filmées et 144 portraits photographiques d'anciens combattants marocains de Loïc Le Loët. On trouvait également des objets et uniformes prêtés par le Musée des troupes marines de Fréjus, le Musée de l'artillerie de Draguignan et l'Établissement de communication et de production audiovisuelle de la Défense (ECPAD).
L'espace était conçu selon vingt thématiques :
- l'empire colonial français en 1939
- l'armée d’Afrique et les troupes coloniales, des origines à la veille du second conflit mondial
- la campagne de France, 10 mai - 26 juin 1940
- crimes de guerre
- premier acte de résistance, Jean Moulin, 17 juin 1940
- prisonniers de guerre et maquisards
- les Français libres, 1940-1943
- le ralliement de l'armée d'Afrique, 1942-1943
- la campagne de Tunisie, novembre 1942 - mai 1943
- la libération de la Corse, 15 septembre 1943 - 4 octobre 1943
- la campagne d'Italie et la conquête de l'île d'Elbe, juin 1943 - juillet 1944
- de la Provence aux Vosges, 15 août 1944 - septembre 1944
- des Vosges à l'Alsace, octobre 1944 - décembre 1945
- la campagne d'Allemagne, 19 mars 1945 - 8 mai 1945
- la libération de Royan, octobre 1944 - avril 1945
- la victoire
- bilan de la seconde guerre mondiale : la France et son empire
- le camp de Tiaroye
- Sétif
- la cristallisation des pensions

## Œuvres présentées
|                                 |
| Coupures de presses et journaux |

|                      |
| Les différents képis |

|                                  |
| Uniforme de combattant d'Afrique |

|                                 |
| Uniforme de tirailleur algérien |